# Asplenium iezimaense
Asplenium iezimaense là một loài dương xỉ trong họ Aspleniaceae. Loài này được Tagawa mô tả khoa học đầu tiên năm 1933.
Danh pháp khoa học của loài này chưa được làm sáng tỏ. 